# Toni Ebner (1957)
Toni Ebner (Bolzano, 21 maggio 1957) è un giornalista italiano, altoatesino di lingua tedesca, direttore del quotidiano Dolomiten dal 1995 al 2025.

## Biografia
Ebner è figlio del giornalista e politico Toni Ebner, deputato SVP al parlamento italiano nelle prime tre legislature repubblicane e già presidente della casa editrice Athesia e direttore dello stesso Dolomiten, e fratello dell'ex deputato e parlamentare europeo Michl Ebner. Viene talora chiamato Toni Ebner jr. o Toni Ebner figlio per distinguerlo dal padre.
Ha studiato giurisprudenza all'università di Innsbruck, iniziando poi la carriera giornalistica. Prima di approdare al quotidiano di famiglia ha lavorato, tra gli altri, alla Austria Presse Agentur ed al Salzburger Nachrichten. Ha poi collaborato col settimanale Zett, per divenire, nel 1995, direttore del Dolomiten.
Dal 2001 al 2013 è stato presidente del MIDAS (Associazione dei quotidiani in lingua minoritaria e regionale), che riunisce i quotidiani europei editi in lingue diverse da quella del paese in cui vengono pubblicati.
Talvolta, firma i suoi fondi con lo pseudonimo di "krah" (che significa corvo).
Il 28 febbraio 2025 ha lasciato la guida del Dolomiten dopo trent'anni, sostituito da Elmar Pichler Rolle.